# Mukdahan

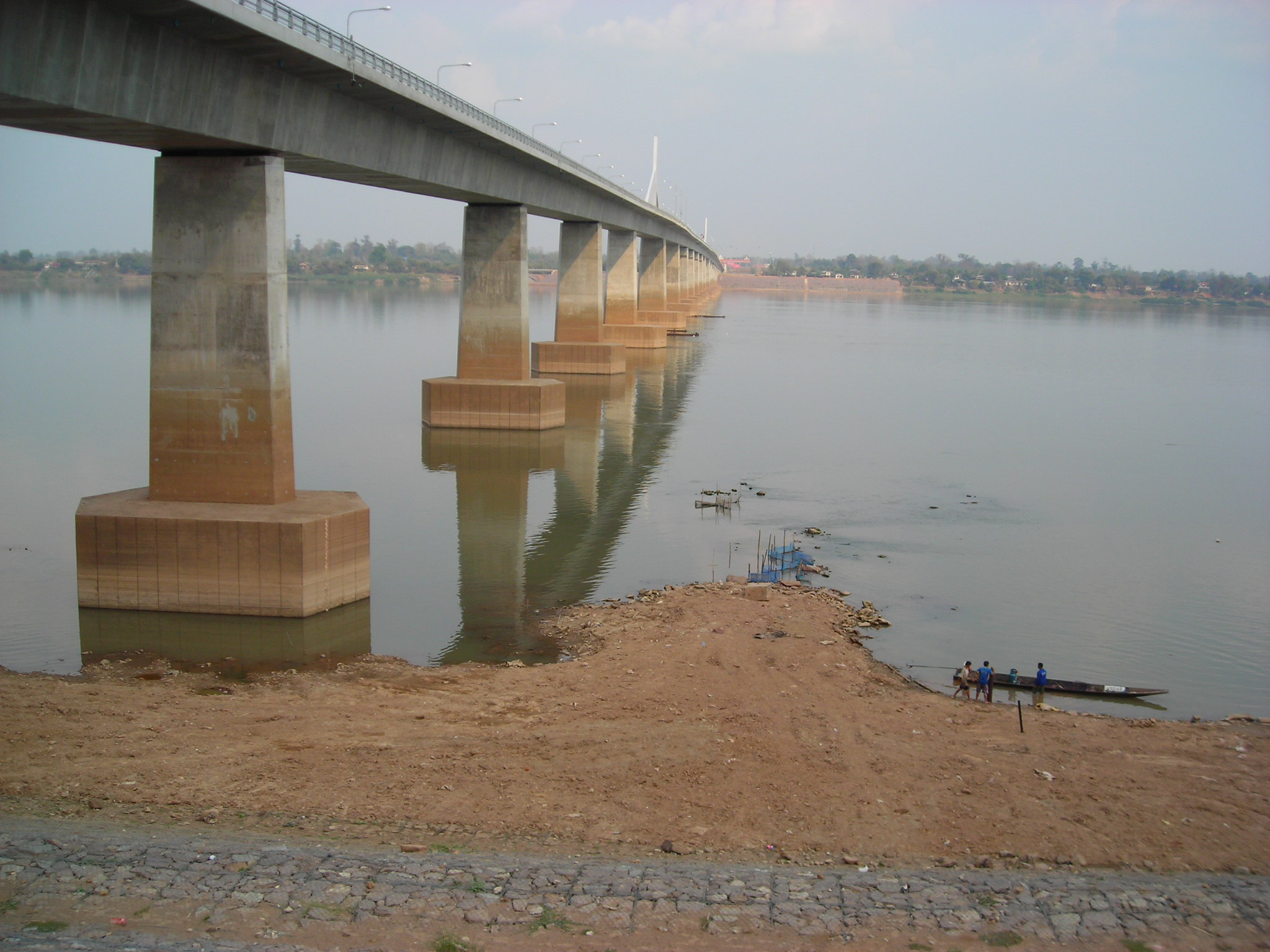
Segunda ponte da amizade Thai-Laos

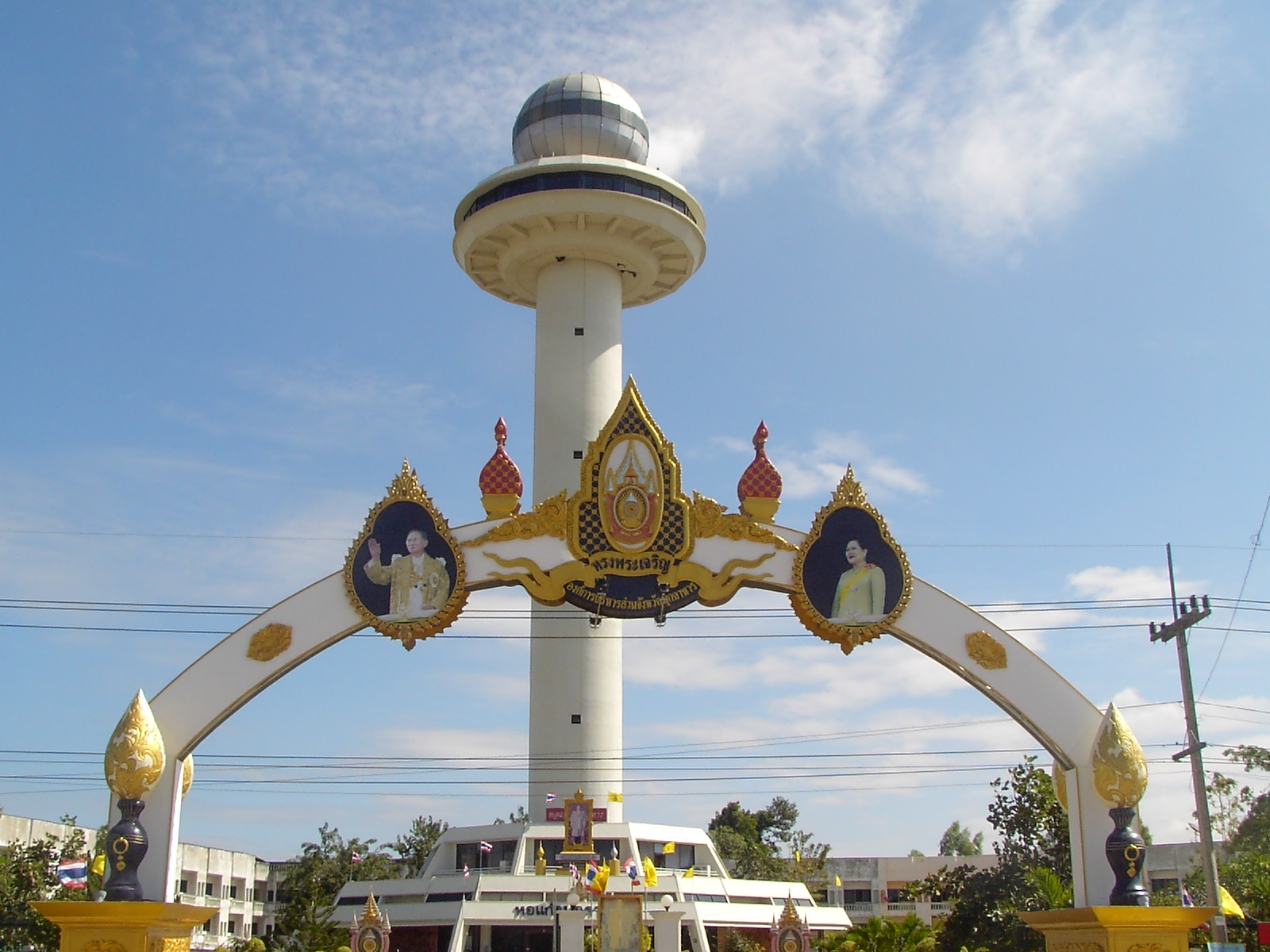
Le Ho Kaeo Mukdahan

Mukdahan (em tailandês:  มุกดาหาร) é uma cidade localizada nas margens do rio Mekong,  no nordeste de Tailândia,  na região conhecida como Isan, capital da província de Mukdahan,em 1982 tornou-se  a 73d província, sendo anteriormente distrito da província de Nakhon Phanom. A população da cidade era de aproximadament 100.000 habitantes no ano 2000.

## Etimologia
A cidade foi fundada na foz do riacho Muk (tailandês: ห้วย มุก) e nomeada Mukdahan  Mukdahan . Muk significando madrepérola e Dahan significando dividida.

## História
Pinturas pré-históricas e outras descobertas arqueológicas dão testemunho de que a área de Mukdahan costumava ser a localização de antigas comunidades. A história moderna da cidade começa no final da era Ayutthaya (1350-1767). Nos anos de 1767-1770, o príncipe Kinnari, filho do príncipe Suriwong, governante em Ban Luang Phonsim de Savannakhét  no Laos, estabeleceu um assentamento na foz do riacho Muk. No reinado do Rei Taksin, (1768-1782), o principe Kinnari recebeu nomeação de Phraya Chandara Sri Surat o equivalente a vice-rei. Em 1893, o distrito de Mukdahan foi cedida à França.

## Segunda Ponte da Amizade Lao tailandêsa
A segunda Ponte da Amizade Lao tailandêsa  através do Mekong unindo Mukdahan com Savannakhet, no Laos sendo concluída em dezembro de 2006.